# Lamprospilus arza
Lamprospilus arza is een vlinder uit de familie van de Lycaenidae. De wetenschappelijke naam van de soort werd als Thecla arza in 1874 gepubliceerd door William Chapman Hewitson.

## Synoniemen
- Thecla tabena Godman & Salvin, 1887